# Municipio de Washington (condado de Morrow)
El municipio de Washington (en inglés: Washington Township) es un municipio ubicado en el condado de Morrow en el estado estadounidense de Ohio. En el año 2010 tenía una población de 1300 habitantes y una densidad poblacional de 22,46 personas por km².

## Geografía
El municipio de Washington se encuentra ubicado en las coordenadas 40°39′35″N 82°50′5″O / 40.65972, -82.83472. Según la Oficina del Censo de los Estados Unidos, el municipio tiene una superficie total de 57.88 km², de la cual 57,55 km² corresponden a tierra firme y (0,57 %) 0,33 km² es agua.

## Demografía
Según el censo de 2010, había 1300 personas residiendo en el municipio de Washington. La densidad de población era de 22,46 hab./km². De los 1300 habitantes, el municipio de Washington estaba compuesto por el 98,46 % blancos, el 0,77 % eran afroamericanos, el 0,08 % eran amerindios, el 0,08 % eran asiáticos, el 0,15 % eran de otras razas y el 0,46 % eran de una mezcla de razas. Del total de la población el 0,62 % eran hispanos o latinos de cualquier raza.